# São Paulo Athletic Club
São Paulo Athletic Club, officieel tegenwoordig Clube Atlético São Paulo is een Braziliaanse sportclub uit de stad São Paulo. De club werd in 1888 opgericht door Charles William Miller en enkele andere Engelse immigranten. Het is zo de oudste voetbalclub van Brazilië. Intussen wordt er geen voetbal meer gespeeld in de club, wel wordt er nog zaalvoetbal, rugby union, squash, tennis, volleybal en zwemmen aangeboden.

## Geschiedenis

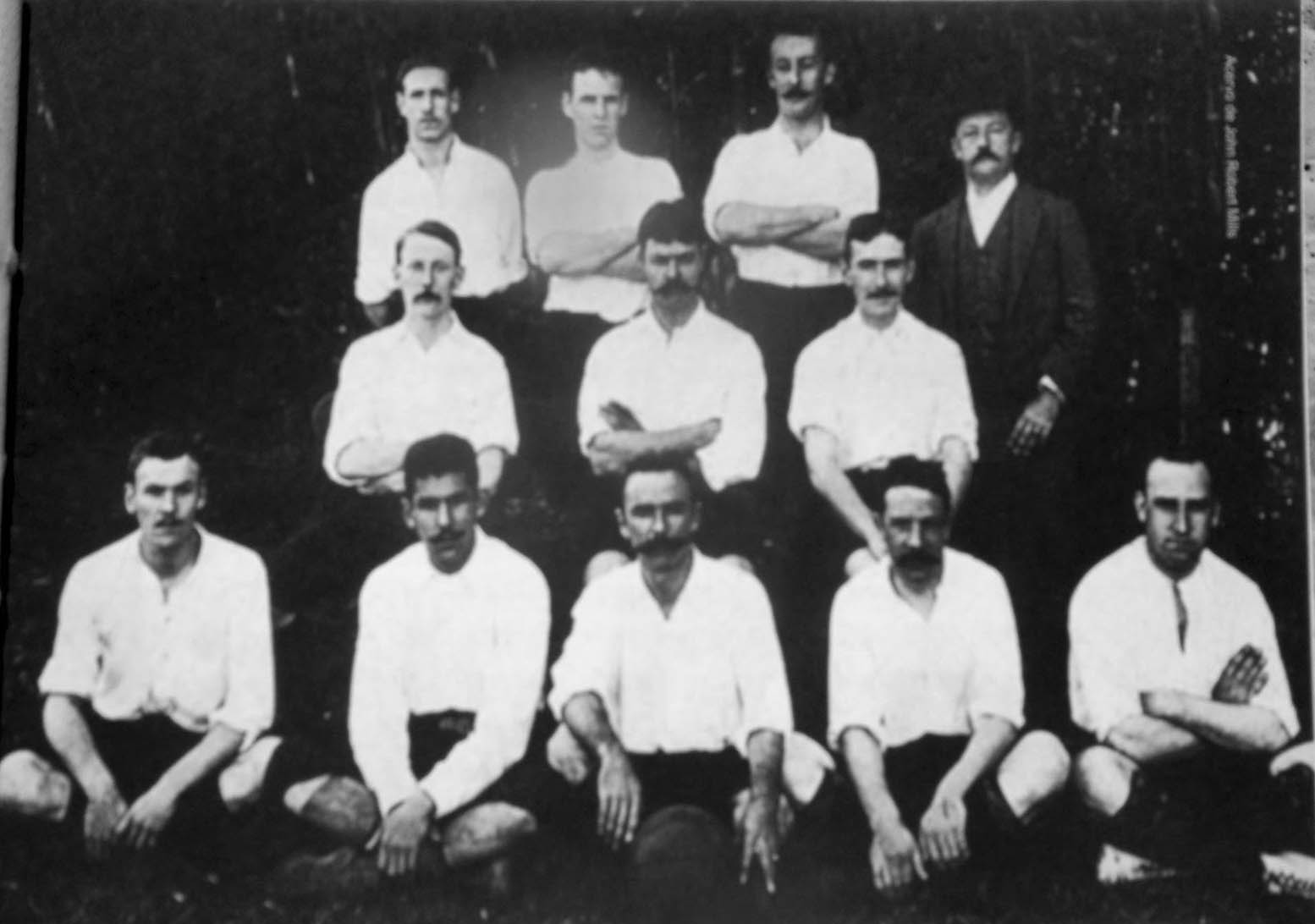
Team van 1904 dat voor de derde keer kampioen werd.

De club werd door de Britse gemeenschap in de stad opgericht en er werd begonnen met cricket. Een van de opmerkelijkste leden in de begindagen was Charles Miller, die ook gezien wordt als de vader van het Braziliaanse voetbal. Miller was geboren in São Paulo, maar ging wel naar school in Engeland, waar hij het voetbalspel oppikte. Bij zijn terugkeer in 1895 naar São Paulo leerde hij ook voetbal en rugby aan de leden.
In 1902 was Miller met zijn team een van de stichtende leden van de Campeonato Paulista en dat jaar werd het team ook de eerste kampioen. Het was tevens de eerste georganiseerde competitie in Brazilië. Miller was ook de topschutter in het eerste seizoen. Na drie titels op rij was het wachten tot 1911 voor de volgende titel. Op 20 oktober 2012 speelde de club zijn laatste wedstrijd tegen Germânia. Hierna trok de club zich terug uit de competitie, aanvankelijk werd er wel nog recreatief gevoetbald.
Miller was ook een actieve tennisser en de SAPC was ook stichtend lid van de São Paulo Tennis Federation. Na de terugtrekking van het voetbal werd rugby de dominerende sport en tegenwoordig is dit de enige sport die nog op professioneel niveau gespeeld wordt.
In 1932 en 1936 speelde Brazilië interlands in het rugby tegen Zuid-Afrika en Engeland met een team dat bijna uitsluitend uit spelers van SAPC bestond.